# Jaitak
Jaitak és una antiga fortalesa al que fou el principat de Sirmoor, avui a Himachal Pradesh, Índia. És a una altura de 1.505 msnm. Fou ocupada pels gurkhes de Nepal el 1814, que hi van deixar una guarnició de 2000 soldats. Fou escenari de sagnants combats quan els britànics van atacar la posició amb 1.700 homes, sent rebutjats; finalment el 1815, després d'una sèrie d'operacions militars, fou capturada el 1815.